# داین بلک
دایَن بلک (به انگلیسی: Diane Black) نمایندهٔ حوزه انتخابیه ششم تنسی از حزب جمهوری‌خواه ایالات متحده آمریکا در مجلس نمایندگان ایالات متحده آمریکا است که برای نخستین‌بار در ۷ ژانویه ۲۰۱۱ میلادی به‌عضویت این مجلس درآمد.